# 第十一代羅克斯堡公爵查爾斯·英尼斯-克爾
第十一代羅克斯堡公爵查爾斯·羅伯特·喬治·英尼斯-克爾上尉（英語：Charles Robert George Innes-Ker, 11th Duke of Roxburghe；1981年2月18日—）是一名蘇格蘭貴族及英國軍人，曾使用鮑蒙特和塞斯福德侯爵作為禮節性頭銜。

## 生平

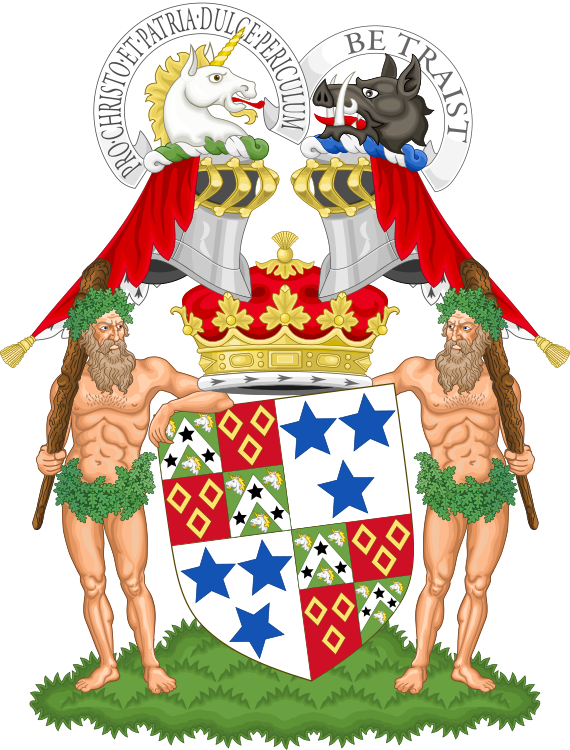
羅克斯堡公爵紋章。

查爾斯·英尼斯-克爾是第十代羅克斯堡公爵蓋伊·英尼斯-克爾和第一任妻子、第五代威斯敏斯特公爵羅伯特·格羅夫納的女兒簡·格羅夫納女勳爵所生的長子。他和第七代威斯敏斯特公爵休·格羅夫納是表兄弟關係。
查爾斯生於蘇格蘭中洛錫安郡愛丁堡，曾先後就讀於伊頓公學和泰恩河畔紐卡索大學。他於2004年12月從桑德赫斯特皇家軍事學院畢業，其後服役於皇家藍色騎兵團，並曾駐守於溫莎、伊拉克和阿富汗等地，更曾為薩塞克斯公爵哈里王子的上司。
查爾斯在其父於2019年8月逝世後承襲了羅克斯堡公爵爵位，同時繼承了家族祖宅福羅爾斯城堡，以及切維厄特丘陵和特威德河一帶面積逾60,000英畝（24,000公頃）的土地及酒店等估值共高達1億英鎊的財產。
2003年2月，當時仍是鮑蒙特和塞斯福德侯爵的查爾斯在乘搭泰恩-威爾地鐵時被發現未繳付1英鎊的車費。他其後並未就此事提出訴訟，而是選擇繳納了10英鎊的罰款，以避免敗訴後可能須面對更嚴厲的處罰。

## 個人生活
公爵在2011年7月22日與第三代比弗布魯克男爵麥克斯韋·艾特肯的長女夏洛特·蘇珊娜·艾特肯結婚。二人在婚後不足一年便分居，並於2012年6月正式提起離婚訴訟。他在2015年和任職時裝設計師的女友莫瓦里德·薩哈菲育有一名女兒。
查爾斯在2021年1月30日宣佈與安娜貝爾·格林訂婚，並在同年9月於公爵家族的祖宅福羅爾斯城堡舉行婚禮。